# Serafino Carrera
Serafino Carrera (Robbio, 7 marzo 1907 – Carrara, 16 luglio 1986) è stato un calciatore italiano, di ruolo attaccante.

## Caratteristiche tecniche

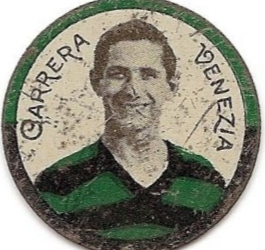
Carrera con la maglia neroverde del Venezia

Proveniente dal Novara, giunse al Torino a soli 19 anni, dove visse l'apice della sua carriera militandovi per tre stagioni, coincidenti con il "Triennio d'oro" dei granata, e conquistando lo scudetto del 1927-28, sia pure con due sole presenze all'attivo. Molto spesso invece titolare nella precedente stagione, giocava nel ruolo di ala destra e, sfruttando la velocità, raggiungeva il fondo del campo per effettuare i cross grazie ai quali gli altri attaccanti mettevano la palla in rete. Contribuì in tal modo alla conquista del primo scudetto del Torino, poi revocato, e faceva parte della squadra che disputò il discusso match (5 giugno 1927) vinto contro la Juventus, dal quale scaturì il "caso Allemandi". Decisamente meno impiegato nelle due stagioni successive (2 e 17 incontri), venne quindi ceduto al Venezia in Serie B, dove militò per altre tre stagioni.

## Palmarès
- Campionato italiano: 1 (revocato)

Torino: 1926-1927
- Campionato italiano: 1

Torino: 1927-1928